# Stefania evansi
Stefania evansi – gatunek płaza bezogonowego z rodziny Hemiphractidae występujący w zachodnio-środkowych i północnych częściach Gujany. Dorasta do 9,75 cm długości i zasiedla strumienie w lasach pierwotnych. Rozród słabo zbadany – wiadomo natomiast, że rozwój młodych osobników odbywa się całkowicie na grzbiecie samicy. W związku z brakiem szczegółowych informacji na temat tego gatunku, przydzielona została mu kategoria Data Deficient – DD.

## Wygląd i informacje ogólne
Jest jednym z największych przedstawicieli rodzaju Stefania – samice osiągają długość do 9,75 cm od czubka do pyska do otworu kloaki, a samce do 5,3 cm. Szerokość głowy wynosi ok. 90% jej długości. Występują zęby lemieszowe. Na obszarze płata skroniowego, a także za błoną bębenkową znajdują się liczne guzki. Na opuszkach palców u dłoni i stóp obecne są przylgi.
W 2005 roku rodzaj ten został wyodrębniony z rodziny Hylidae i przeniesiony do rodziny Hemiphractidae. Analizy filogenetyczne wykazały, że takson ten jest najprawdopodobniej kompleksem gatunków, na który składają się dwa blisko spokrewnione ze sobą gatunki.

## Zasięg występowania i siedliska
S. evansi występuje w zachodnio-środkowej i północnej Gujanie. Miejsce typowe to Groete Creek (dopływ Essequibo) w północnej Gujanie, jednak holotyp jest jedynym znanym okazem z tej lokalizacji. Gatunek zasiedla nizinne i górzyste rejony do wysokości bezwzględnej 900 m n.p.m. Spotkać go można wzdłuż strumieni w lasach pierwotnych.

## Rozmnażanie i rozwój
Do rozrodu dochodzi najprawdopodobniej w porach deszczowych. Samica nosi jaja na plecach, a młode żabki przechodzą cały rozwój przyczepione do warstwy śluzu na grzbiecie samicy. Szczegółowe informacje dotyczące rozrodu nieznane. Do 2006 roku opisano 6 samic noszących na grzbiecie jaja lub młode żabki, których liczba wahała się od 11 do 25.

## Status zagrożenia
Jest to słabo poznany gatunek, w związku z czym w Czerwonej księdze gatunków zagrożonych IUCN ma on status Data Deficient. Nieznany jest dokładny zasięg występowania, brak również szczegółowych informacji dotyczących ostatnich zmian w wielkości populacji, a także potencjalnych zagrożeń. Niepewne jest również położenie taksonomiczne tego gatunku.